# Кристофер Нкунку
Кристофер Алан Нкунку (фр. Christopher Nkunku; Лањи сир Марн, 14. новембар 1997) француски је професионални фудбалер који игра као предњи везни, полушпиц или нападач  за клуб из Премијер лиге Челси и репрезентацију Француске .
Нкунку је прошао све млађе категорије на Академији Пари Сен Жермена и дебитовао је за клуб у децембру 2015. Притом је остварио 78 наступа и освојио три титуле у Лиги 1, два пута Куп Француске и два пута Куп Лиге. Након тога Нкунку је прешао у немачки РБ Лајпциг у јулу 2019, за који је постигао 70 голова и остварио 172 наступа током четири сезоне и два пута освојио ДФБ-Покал . Проглашен је за играча сезоне Бундеслиге у сезони 2021–22, а следеће сезоне био је најбољи стрелац лиге. Након успешне сезоне Нкункуа је Челси откупио 2023. за 52 милиона фунти.
Нкунку је представљао Француску у омладинским селекцијама, пре него што је дебитовао за сениорску репрезентацију у марту 2022.

## Младост
Кристофер Алан Нкунку  је рођен 14. новембра 1997. године у Лагни-сур-Марне, Сена и Марна.  Почео је да игра фудбал у АС Мароллес као шестогодишњак.  Године 2009. постао је чланФонтенбла, где су га приметили скаути неколико професионалних клубова.  Упркос својој младости и дечјој грађи, постао је познат по „својој брзини, техници и визији игре“, како је подсетио Норберт Бој 2020. године, бивши шеф школе фудбала Фонтенбло. Умео би да се снађе на свим позицијама у везном реду, што је свестраност коју је, према речима другог тренера у клубу, захвалио својој „техничкој вештини, очигледно, али посебно његовој интелигенцији игре“. 
Због тога што се сматрало да је превише млад и мршав, Нкунку није успео да прође пробу у Ленсу, Ле Хавру и Монаку.   На крају је потписао уговор са Пари Сен Жерменом, где је могао да напредује кроз омладински погон на нивоу до 15 година.  Проводећи радне дане у Клерфонтену (Омладински погон ПСЖ-а) и играјући само викендом са Пари Сен Жерменом, трајно се преселио у француску престоницу са петнаест година.  

## Клупска каријера

### Пари Сен Жермен
Нкунку се придружио омладинском систему Пари Сен Жермена 2010.  Био је члан омладинског тима који је био вицешампион Омладинске лиге УЕФА 2015–16 .  Професионални деби имао је са 18 година 8. децембра 2015, у утакмици УЕФА Лиге шампиона против Шахтјора из Доњецка, заменивши Лукаса Муру после 87 минута у победи домаћина од 2:0.  Постигао је свој први професионални гол у победи на домаћем терену резултатом 7:0 против Бастије у Купу Француске 7. јануара 2017.  10. марта 2018. дебитовао је за ПСЖ као професионалац, у победи од 5-0 против Меца . 

### РБ Лајпциг
РБ Лајпциг је 18. јула 2019. објавио да је Нкунку потписао петогодишњи уговор за око 13 милиона евра трансфера плус бонусе.  За клуб је дебитовао 11. августа у утакмици немачког купа против ВфЛ Оснабрика, која је завршена победом од 3–2.  Његов деби у Бундеслиги уследио је недељу дана касније, постигавши свој први такмичарски гол на првом мечу сезоне 2019–20 у победи од 4–0 над регионалним ривалом Унион Берлином . 
22. фебруара 2020, Нкунку је пружио четири асистенције у победи над Шалкеом 04 резултатом 5–0. Тиме је постао тек други играч у новијој историји Бундеслиге који је уписао четири асистенције у једном мечу, после Саболча Хустија 2012. 
Нкунку је 15. септембра 2021. постигао хет-трик за Лајпциг у њиховом поразу од Манчестер ситија резултатом 6–3 у утакмици групне фазе УЕФА Лиге шампиона 2021–22 .  Био је први играч у историји клуба који је постигао хет-трик у УЕФА Лиги шампиона .  Дана 25. септембра 2021, Нкунку је постигао два гика у победи од 6:0 против Херте .  Недељу дана касније, постигао је још једну двобој у победи против ФКБохума, чиме је ово био први пут да постигне два гола узастопна гола у два меча у каријери.  У мају 2022. освојио је награду за најбољег играча Бундеслиге 2021–22 након што је постигао 20 голова и асистирао 13 пута у 34 првенствене утакмице.  У сезони 2022–23 постигао је 16 голова у лиги и завршио као најбољи стрелац заједно са Никласом Филкругом . 

### Челси
Двадесетог јуна 2023. Нкунку је потписао шестогодишњи уговор са Челсијем.   Трансфер накнада је износила 52 милиона фунти.  Дана 8. августа, објављено је да је био подвргнут операцији због повреде колена задобијене током предсезонске утакмице и да ће бити ван терена на дужи период, чиме је пропустио почетак сезоне.  Коначно је дебитовао 19. децембра 2023. против Њукасл јунајтеда у четвртфиналу ЕФЛ купа, тада је постигао пенал у победи у пенал серији коју су добили 4–2 након што је утакмица завршена резултатом 1–1.  Пет дана касније, дебитовао је у Премијер лиги на гостовању Вулверхемптон Вондерерсу, ушавши са клупе током другог полувремена и постигао гол у поразу Челсија резултатом 2-1. 

## Репрезентативна каријера
Нкунку је рођен у Француској и пореклом је из Конга .   Био је француски омладински интернационалац, представљао је земљу на нивоу испод 16, испод 19, испод 20 и испод 21 година.  Наступио је три пута за репрезентацију до 20 година на ФИФА У-20 Светском првенству 2017 . 
Нкунку је први пут позван у сениорску селекцију Француске за пријатељске утакмице против Обале Слоноваче и Јужне Африке 25. односно 29. марта 2022. године.  Дебитовао је као стартер у утакмици против Обале Слоноваче.  9. новембра 2022. је позван, међу 25 репрезентативаца, да представља репрезентацију на светском првенству у фудбалу 2022. у Катару.  15. новембра је задобио повреду колена након судара са Едуардом Камавингом током тренинга у Клерфонтену, што га је приморало да одустане од такмичења. 

## Успеси
Пари Сен Жермен
- Лига 1: 2015/16, 2017/18,[37] 2018/19.[38]
- Куп Француске: 2016/17, 2017/18.[тражи се извор]
- Лига Куп Француске:  2016/17, 2017/18.
- Суперкуп Француске:  2017, 2018.

РБ Лајпциг
- Куп Немачке: 2021/22,[39] 2022/23.[40]

Челси
- УЕФА Лига конференције: 2024/25.[41]
- Светско клупско првенство: 2025.[42]

Индивидуално
- Фудбалер године у Немачкој: 2022.[43]
- Најбољи стрелац Бундеслиге: 2022/23.[44]
- Најбољи играч у Бундеслиги: 2021/22.[45]
- Бундеслига тим сезоне: 2021/22.[46]
- Играч сезоне ВДВ Бундеслиге: 2021/22.[47]
- ВДВ Бундеслига тим сезоне: 2021/22.[47]
- Играч месеца Бундеслиге: октобар 2021, фебруар 2022, март 2022, април 2022.[48]
- Тим сезоне УЕФА Лиге Европе: 2021/22.[49]